# Гжегож Корчинський
Гжегож Ян Корчинський (пол. Grzegorz Jan Korczyński; 17 червня 1915, гміна Любартув — 22 жовтня 1971, Алжир), він же Стефан Ян Кілянович — польський генерал, один з керівників військових спецслужб ПНР. Учасник громадянської війни в Іспанії та Другої світової війни. Партизанський командир Гвардії Людова. Керував єврейським погромом. Функціонер карального апарату режиму ПОРП. Активний учасник репресій проти опозиції; сам піддавався репресіям під час партійної чистки початку 1950-х років. У 1965—1971 роках — заступник міністра оборони ПНР, начальник воєнної розвідки Польської народної армії. Командував розстрілом робітників у грудні 1970 року.

## Юність
Народився у сім'ї робітника Стефана Кіляновича. Втративши батька у 17-річному віці, залишив навчання у школі. Працював кур'єром, різноробом, клерком. Він відрізнявся конфліктним характером, схильністю до авантюр.
У 1937 році поїхав до Іспанії. Вступив в інтербригаду, брав участь у громадянській війні за республіканців; близько зійшовся з комуністами. Після перемоги франкістів він перебрався до Франції. У серпні 1942 року нелегально повернувся до окупованої нацистами Польщі.

## Партизанський опір і єврейський погром
Вступив у комуністичну ПРП. Командував партизанським загоном Гвардії Людова у Люблінському регіоні. Діяв під псевдонімом Grzegorz (Гжегож), прийняв ім'я Гжегож Ян Корчинський. Провів низку успішних бойових і диверсійних операцій проти німецьких окупантів (напади на залізничні станції та в'язниці, звільнення ув'язнених, зіткнення з жандармерією, знищення військових транспортів). У липні 1943 року бійці команди Гжегожа розстріляли групу нацистських чиновників, які поверталися з наради у Ганса Франка.
Водночас загін Корчинського здійснив єврейський погром у селі Людмилівка Красницького повіту. Жертвами розправи стали близько 100 осіб. При цьому Корчинський вимагав з єврейського населення значний грошовий викуп і санкціонував пограбування.
Загін Корчинського скоїв також напади на формування антикомуністичної Армії Крайова. Владислав Гомулка характеризував Гжегожа Корчинського як одного з кращих партизанських командирів країни.
Брат Гжегожа Корчинського-Кілановича — Єжи Кіланович — також воював у партизанських загонах, згодом служив у Міністерстві громадської безпеки, був військовим аташе ПНР.

## У каральних органах

### Суб'єкт репресій
У 1944—1945 роках очолював міліцію й управління Міністерства громадської безпеки у Любліні, Варшаві, Гданську. Був членом урядової комісії «боротьба з бандитизмом». Керував спецоперацією з «умиротворення» сіл, які співпрацювали з антикомуністичним партизанським рухом.
У 1946—1948 роках Гжегож Корчинський — заступник міністра громадської безпеки. У 1947 році був одним із керівників Операції «Вісла» — депортації українського населення із південно-східних районів Польщі.

### Об'єкт репресій
У вересні 1948 року був звільнений з військової служби та направлений в управління лісової промисловості. 21 травня 1950 року був заарештований під час партійної чистки, ініційованої Болеславом Берутом. Формально Корчинському інкримінувалися вбивства під час людмилівського погрому. Слідство велося із застосуванням жорстких заходів фізичного впливу. Від Корчинського вимагали очорнювальних свідчень на Гомулку, але його так і не змогли схилити до співпраці. Після чотирирічного слідства Корчинського було засуджено до довічного ув'язнення. За кілька місяців термін було скорочено до 15 років. Корчинського було звільнено після смерті Берута у квітні 1956 року.

## У військовому керівництві
Після приходу Гомулки до влади Корчинський знову зайняв важливі військові посади. З кінця 1956 року до середини 1965 року він був заступником начальника II управління Генерального штабу — воєнної розвідки Польської народної армії. З 1959 року він був членом Центрального комітету ПОРП; також він був депутатом Сейму (парламенту) ПНР.
У 1965—1971 роках був заступником міністра національної оборони ПНР (міністерську посаду обіймав Мар'ян Спихальський, потім Войцех Ярузельський). У 1965—1971 роках був головним інспектором територіальної оборони. У 1968 році отримав військове звання генерал броні.
Політично генерал Корчинський загалом дотримувався сталіністських поглядів, проте вирізнявся особистою відданістю Гомулці та входив до «партизанської фракції» Мочара. Для поглядів Корчинського залишався характерний антисемітизм, який виявився у подіях 1968 року.

## Командувач розстрілом
У грудні 1970 року на Балтійському узбережжі спалахнули масові робітничі протести. Гжегож Корчинський очолив оперативний штаб, який керував придушенням виступів, координував дії ЗОМО й армійських частин. До штабу також входили віцепрем'єр Станіслав Кочелек, перший секретар Гданського воєводського комітету ПОРП Алоїзій Каркошка, заступник міністра внутрішніх справ генерал Генрик Слабчик, комендант громадянської міліції Гданського воєводства полковник Роман Кольчинський.
Внаслідок політичного рішення керівництва ПОРП і наказів військового командування 15—18 грудня 1970 року у містах Балтійського узбережжя загинули 44 особи, поранення отримали понад 1100 осіб. 24 загиблих припадали на Гдиню та Гданськ, де військами командував Корчинський.
Генерал Тадеуш Тучапський, притягнутий до судової відповідальності за участь у придушенні виступів у Щецині, назвав Корчинського серед головних організаторів кровопролиття. Список Тучапського містив п'ять прізвищ: Гомулка, Клишко, Кочелек, Лога-Совинський, Корчинський. Четверо з п'ятьох належали до партійного керівництва і лише один — Корчинський — до військового командування.
Події 1970 року призвели до зміни вищого керівництва ПНР. Усі діячі, перераховані Тучапським, втратили свої посади. Гомулка та Клишко пішли у відставку. Корчинський, подібно до Кочелека та Лога-Совинського, перейшов на дипломатичну службу та був відправлений послом до Алжиру. Там він і помер за нез'ясованих обставин (серед версій допускаються вбивство чи самогубство).
У похороні Корчинського на варшавському цвинтарі Військові Повонзки поряд з Ярузельським як міністром оборони брали участь Мочар і Гомулка.
Після смерті Гжегожа Корчинського передбачався випуск поштової марки з його зображенням, проте нове партійне керівництво на чолі з Едвардом Гереком не схвалило ідею.

## Оцінки
За деякими оцінками, комуністичний вибір Кілановича-Корчинського був значною мірою випадковим наслідком конфронтаційності його характеру й схильності до авантюр. Погляди генерала Корчинського ґрунтувалися не так на марксизмі-ленінізмі, як на націоналізмі, мілітаризмі й антисемітизмі. У сучасній Польщі у діяльності Корчинського вбачаються риси «політичного гангстеризму».